# Adrian Holman
Adrian Holman (* 22. Dezember 1895; † 6. September 1974) war ein britischer Diplomat. Er amtierte u. a. als britischer Botschafter in Kuba.

## Leben und Tätigkeit
Holman war ein Sohn des Richard Haswell Holman. Nach dem Besuch der Copthorne Preparatory School und der Harrow School studierte er am New College der Universität Oxford. Von 1915 bis 1918 nahm er mit der Royal Artillery am Ersten Weltkrieg teil, in dem er mit dem Military Cross ausgezeichnet wurde.
1920 trat Holman in den britischen diplomatischen Dienst ein: Nach dem Bestehen der Aufnahmeprüfung wurde er zunächst mit Aufnahmedatum vom 19. November 1920 als Sekretär 3. Klasse (Third Secretary) bestallt. Vom 1. Januar 1921 bis 1924 gehörte er der britischen Vertretung in Brüssel an. Während dieser Zeit wurde er zum 1. Januar 1923 zum Sekretär zweiter Klasse im diplomatischen Dienst befördert. Es folgten Verwendungen bei den britischen Botschaften in Rom (5. Mai 1924 bis 1926) und Paris (5. Mai 1926 bis 1931). Zum 12. Oktober 1931 wurde er in den Rang eines Sekretärs 1. Klasse erhoben.
Vom 3. April 1931 bis 1935 gehörte Holman der britischen Vertretung in Peking an. Zum 7. Februar 1935 wurde er ins Foreign Office in London versetzt, wo er bis 1938 beschäftigt wurde. Während dieser Zeit nahm er im Mai 1937 als Begleiter des amerikanischen Repräsentanten bei dieser Festlichkeit an der Krönung von Georg VI. teil. 
Am 10. Dezember 1938 wurde Holman als Nachfolger von Ivone Kirkpatrick der britischen Botschaft in Berlin als 1. Botschaftssekretär zugeteilt. In dieser Eigenschaft war er nach dem Botschafter Neville Henderson der zweithöchste Angehörige der britischen Vertretung in der deutschen Hauptstadt. Am 3. September 1939 übergab Holman in seiner Eigenschaft als 1. Sekretär der Botschaft die britische Kriegserklärung an das Deutsche Reich – die nach dem deutschen Überfall auf Polen und dem Verstreichen des Ultimatums der britischen Regierung vom 1. September 1939, sämtliche Kampfhandlungen innerhalb von 48 Stunden einzustellen und seine Truppen auf das eigene Staatsgebiet zurückzuziehen, gemäß der Anweisung des Londoner Foreign Office den deutschen Vertretern auszuhändigen war – an Vertreter des Deutschen Auswärtigen Amtes.
Nach dem Ausbruch des Zweiten Weltkriegs im September 1939 wechselte Holman zum 4. September 1939 an die britische Vertretung in Den Haag. Am 20. September 1940 wurde Holman als geschäftsführender Botschaftsrat (Acting Counsellor) nach Bagdad geschickt. 1941 vertrat er dort als Cahrge d'Affaires vorübergehend den britischen Gesandten. Zum 16. März 1942 wechselte er nach Teheran, wo er am 20. September 1942 zum regulären Botschaftsrat (Councellor) befördert wurde. Am 5. April 1944 wurde er dann der britischen Mission beim Französischen Komitee zur Nationalen Befreiung in Algerien zugeteilt.
Nach dem Ende der deutschen Besetzung Frankreichs im Sommer 1944 wurde Holman am 6. September 1944 als britischer Vertreter (Minister Plenipotentiary) nach Paris geschickt. Am 17. März 1946 folgte seine Ernennung zum britischen politischen Repräsentanten in Rumänien. Diese Stellung hatte er bis 1947 inne, um anschließend mit Ernennungsdatum vom 17. September 1947 als Sondergesandter und bevollmächtigter Minister (Envoy Extraordinary and Minister Plenipotentiary) dort zu fungieren.
1949 erreichte Holman den Höhepunkt seiner diplomatischen Laufbahn mit seiner Ernennung zum britischen Bevollmächtigten in Kuba: Nach der Aufwertung dieses Postens zu einem Botschafterposten im Jahr 1950 amtierte er von 1950 bis zu seiner Pensionierung im Mai 1954 als britischer Botschafter in dem Inselstaat.
Seinen Ruhestand verbrachte Holman in dem Landhaus Bohunt Manor in Liphook, Hampshire, das er nach seinem Tod dem World Wildlife Fund vermachte.

## Familie
1940 heiratete Holman in zweiter Ehe Betty Fox, eine Tochter von Sir Gilbert Fox, 1. Baronet.